# Thouinia canescens
Thouinia canescens är en kinesträdsväxtart som beskrevs av Ludwig Radlkofer. Thouinia canescens ingår i släktet Thouinia och familjen kinesträdsväxter. Utöver nominatformen finns också underarten T. c. paucidentata.